# Roncus aetnensis
Espèce
Roncus aetnensis est une espèce de pseudoscorpions de la famille des Neobisiidae.

## Distribution
Cette espèce est endémique de Sicile en Italie. Elle se rencontre sur l'Etna dans les tunnel de lave.

## Étymologie
Son nom d'espèce, composé de aetn[a] et du suffixe latin -ensis, « qui vit dans, qui habite », lui a été donné en référence au lieu de sa découverte, l'Etna.

## Publication originale
- Gardini & Rizzerio, 1987 : I Roncus eucavernicoli del gruppo siculus (Pseudoscorpionida Neobisiidae). Bollettino della Società Entomologica Italiana, vol. 119, p. 67-80.